# Габриел Томас
Габриел Лиза „Габи“ Томас (на английски: Gabrielle Lisa "Gabby" Thomas) е американска лекоатлетка в спринта на 100 и 200 метра. Носителка е на бронзов медал на 200 m и на сребърен медал като част от щафетното бягане 4 × 100 m при жените на Олимпийските игри в Токио през 2020 г. На 25 август 2023 г. печели сребърния медал на 200 метра на Световното първенство по лека атлетика през 2023 г. в Будапеща, Унгария, с време от 21,81 секунди. Състезава се в спринта на 200 m и на Олимпийските игри в Париж през 2024 г. с амбицията да спечели златото.

## Ранни години и произход
Габи Томас е родена на 7 декември 1996 г. в Атланта, Джорджия, в семейството на Дженифър Рандъл, афроамериканка, и на Дезмънд Томас от Ямайка. Има брат близнак. През 2007 г. семейството се премества в Масачузетс, където Дженифър Рандал, след като завършва докторската си степен в университета Емори, започва работа като преподавател в Масачузетския университет. Първоначално играе софтбол и футбол, след което се присъединява към отбора по лека атлетика в училището „Уилистът Нортхемптън". Вдъхновението ѝ да бяга идва от Алисън Феликс, с която свързва най-ранния си спомен от състезание на писта, което гледа, докато гостува при баба си.
През четирите години в гимназията Томас поставя множество училищни рекорди и сезон след сезон е обявявана за най-ценният играч на година.
Томас е възпитаничка на Харвардския университет, където учи невробиология и глобално здраве. През май 2023 г. завършва и магистърска степен – по епидемиология – в регионалния кампус в Остин на Центъра за здравни науки на Тексаския университет в Хюстън.

## Кариера
Докато уча за бакалавър в Харвард, Томас печели 22 титли от конференциите през трите години, в които се състезава в шест различни състезания, поставяйки рекордите на училището и на Бръшляновата лига на 100 метра, 200 метра и 60 метра на закрито. Преминава в професионалния спорт през октомври 2018 г., с което губи правото да участва в колежански и университетски турнири.
След като завършва „Харвард“ се премества в Остин, Тексас, където започва да тренира при Тоня Бъфорд-Бейли.
Габи Томас представя Съединените щати в състезанието на 200 метра на отложените Олимпийски игри в Токио. С време от 21,61 секунди, постигнато на квалификациите за олимпийските игри в Съединените щати на 26 юни 2021 г., Томас става втората най-бърза бегачка в дисциплината, отстъпвайки единствено на световната рекордьорка Флорънс Грифит-Джойнър. След това състезание Томас заявява, че постижението ѝ е променило начина, по който гледа на себе като бегач и че оттук нататък ще си поставя по-високи цели.
На олимпийския финал на 3 август 2021 г. печели бронзов медал, финиширайки с време 21.87 s, зад Илейн Томпсън-Хера (злато) и Кристин Мбома (сребро). Три дни по-късно отборът на САЩ се класира за финалите на 4 х 100 m. Томас бяга в последните 100 m от щафетата и отборът завършва на второ място след отбора на Ямайка, осигурявайки ѝ сребърния медал, който дели със съотборничките ѝ Джавиан Оливър, Теана Даниелс и Джена Прандини.

### 2022 година
През март Томас поставя силно начало на своя сезон в бягането на открито в Texas Relays в Остин, Тексас, като записва най-добрия резултат на 200 m жени за откриване на сезона в историята с 21,69 s (+3,1 m/s). Само 45 минути по-рано тя печели и състезанието на 100 m с 10.92 s. Скъсано сухожилие ѝ преди да участва на квалификацията за изданието на Световните шампионати в Юджийн, Орегон през юли. Въпреки травмата няколко седмици по-късно се състезава на Шампионата на САЩ по лека атлетика на открито, но завършва на осмо място в бягането на 200 m.

### 2023 година
На 29 април Томас подобрява тогавашния си личен рекорд на 400 m от 51,15 s от май 2021 г., като взема дистанцията за 49.68 s. На 9 юли 2023 г. става национален шампион на САЩ в спринта на 200 метра за жени. На 25 август 2023 г. печели сребърния медал на Световното първенство по лека атлетика през 2023 г. с време 21,81 s. Завършва пред съотборничката си от САЩ Ша'Кари Ричардсън (21.92 s) и зад защитаващата световната титла на 200 метра Шерика Джаксън. С отбора на САЩ става шампион в щафетата 4x100 метра за жени с рекорд на шампионата от 41,03 секунди. Нейни съотборнички в това състезание са Тамари Дейвис, Туаниша Тери и Ша'Кари Ричардсън.

### 2024 година
На 29 юни 2024 г. Габи Томас се класира за Олимпийските игри в Париж през 2024 г., като печели състезанието на 200 метра на квалификациите в САЩ с време 21.81 s. През юли завършва на първо място и във финалната среща преди Олимпийските игри на Диамантената лига в Лондон, Англия, с време 21.82 s.

## Препратки
1. ↑  gabrielle-thomas-b4238613b //  LinkedIn.   Посетен на 23 декември 2021 г.
2. ↑  Sprinting to the finish
3. ↑  FINAL | 200 Metres | Results | Budapest 23 | World Athletics Championships //  worldathletics.org.   Посетен на 2023-09-17.
4. ↑  THOMAS Gabrielle. Paris 2024 //  Olympics.com.   Посетен на 2024-08-04.
5. 1 2  Gabrielle THOMAS – Athlete Profile //  World Athletics.   Посетен на 2023-01-01.
6. ↑  "Everybody knows I am Jamaican," says Gabby Thomas Архив на оригинала от юли 21, 2023 в Wayback Machine. TrackAlerts TV. Посетен на 2024-08-02
7. ↑  Grabowski, Kyle. Fast lane: Gabby Thomas' journey on the track continues with pro debut at New Balance Indoor Grand Prix //  Daily Hampshire Gazette.   January 25, 2019.  Архивиран от оригинала на 2021-07-27. Посетен на June 27, 2021.
8. ↑  Thomas, Gabrielle. Instagram post //  Instagram.   Посетен на 2021-06-27.
9. ↑  Adam, Kilgore. Washington Post profile //  The Washington Post.   August 1, 2021.  Архивиран от оригинала на 2021-08-10. Посетен на August 1, 2021.
10. ↑  Dillon, Kevin. Williston Northampton's Gabby Thomas to finish decorated track career at NEPSAC Championships Saturday //  masslive.   Посетен на 2021-07-01.
11. 1 2  Azzi, Alex. Gabby Thomas's atypical - but fast! - journey to the Tokyo Olympics //  NBC Sports: On Her Turf.   Посетен на 2021-06-27.
12. 1 2  Azzi, Alex. Olympic hopeful Gabby Thomas: the world's fastest epidemiologist? //  NBC Sports: On Her Turf.   Посетен на 2021-06-27.
13. ↑  Bolies, Corbin. Gabby Thomas Runs Second Fastest 200-Meter Race Ever //  The Daily Beast.   Посетен на 2021-06-27.
14. ↑  https://olympics.com/en/news/gabby-thomas-exclusive-mother-education-enduring-power-sport-achieve-anything-you-want-to Посетен на 2021-06-27
15. ↑  Walsh, Colleen. Harvard grad sprints to the finish, breaking NCAA record along the way //  The Harvard Gazette.   Посетен на 2021-06-27.
16. ↑  Reid, Scott. Gabby Thomas runs world-best 200 at Olympic Trials //  Orange County Register.   Посетен на 2021-06-27.
17. ↑  200 meters - women //  World Athletics.   Посетен на 2021-06-27.
18. ↑  Kilgore, Adam. Gabby Thomas, Rai Benjamin and Grant Holloway have a brush with history at U.S. track trials //  Washington Post.   June 7, 2021.  Архивиран от оригинала на 2021-06-27. Посетен на June 27, 2021.
19. ↑  Harvard grad Gabby Thomas wins bronze in women's 200-meter final in Tokyo //  CBS News.   Посетен на 2021-08-06.
20. 1 2  Alford, Jovan C. Jamaica wins women's 4x100-meter relay in dominating fashion //  DraftKings Nation.   Посетен на 2021-08-06.
21. ↑  Gabby Thomas '19 Wins Silver Medal With U.S. 4x100m Relay Team at 2020 Tokyo Olympics //  Harvard University.   Посетен на 2021-08-06.
22. ↑  Women's 4x100m relay Final - Results | Tokyo 2020 Olympics //  Eurosport.   Посетен на August 6, 2021.
23. ↑  Mulkeen, Jon. Thomas, Harrison and Barnes fly to speedy wind-assisted times at Texas Relays //  World Athletics.   Посетен на 2022-03-28.
24. ↑  Sam Kendricks won't defend world pole vault title; U.S. roster named //  NBC Sports.   Посетен на 2022-07-06.
25. ↑  Smith, Gary. Gabby Thomas runs massive 49.68 PB to win 400m at Texas Invitational //  World-Track.org.   Посетен на 2023-04-29.
26. ↑  Bregman, Scott. USA Track and Field Championships 2023: Gabby Thomas sets 200m world lead to grab title ahead of Sha'Carri Richardson //  olympics.com.   International Olympic Committee. Посетен на 2023-08-25.
27. ↑  FINAL | 200 Metres | Results | Budapest 23 | World Athletics Championships //  worldathletics.org.   Посетен на 2023-09-17.
28. ↑  McAlister, Sean. World Athletics Championships 2023: Sha'Carri Richardson leads USA to 4x100m relay gold over Jamaica's superstars Shelly-Ann Fraser-Pryce and Shericka Jackson //  olympics.com.   International Olympic Committee. Посетен на 2023-09-16.
29. ↑  U.S. Olympic Track And Field Trials Results Day 7 //   Flotrack.org. Посетен на 2024-06-29.
30. ↑  GABRIELLE THOMAS COMES FROM BEHIND TO WIN WOMEN'S 200M AT 2024 LONDON DIAMOND LEAGUE //   olympics.com. Посетен на 2024-07-20.

|  | Тази страница частично или изцяло представлява превод на страницата Gabrielle Thomas в Уикипедия на английски. Оригиналният текст, както и този превод, са защитени от Лиценза „Криейтив Комънс – Признание – Споделяне на споделеното“, а за съдържание, създадено преди юни 2009 година – от Лиценза за свободна документация на ГНУ. Прегледайте историята на редакциите на оригиналната страница, както и на преводната страница, за да видите списъка на съавторите. ВАЖНО: Този шаблон се отнася единствено до авторските права върху съдържанието на статията. Добавянето му не отменя изискването да се посочват конкретни източници на твърденията, които да бъдат благонадеждни. |